# 古柳街道
古柳街道是中国山东省烟台市莱阳市下辖的一个街道。

## 行政区划
古柳街道下辖五龙社区、挺城社区、大吕疃村、高家疃村、小吕疃村、迟家疃村、红土崖村、赭埠村、南李家疃村、南辛庄村、后赵疃村、西赵疃村、左家夼村、山子村、姜家泊村、沙沟村、埠前村、望市村、夏庄村、丁格庄村、西徐格庄村、东徐格庄村、谭家夼村、古柳树村、柳沟村、李格庄村、冯家疃村、姜家庄村、东古城村、中古城村、西古城村、道口村、后泉水村、前泉水村。